# Just One
Just One est un jeu de société coopératif pour 3 à 7 joueurs créé par Ludovic Roudy et Bruno Sautter, publié par Repos Production en 2018. Lors de chaque manche, un joueur est désigné pour deviner un mot caché. Les autres joueurs écrivent un indice composé d'un seul mot pour lui faire deviner le mot caché. Les indices identiques sont défaussés et ne seront pas montrés au joueur qui devine.  
Just One a remporté le prix Spiel des Jahres 2019 du meilleur jeu de société de l'année.

## Principe général
Une partie se joue en 13 manches. Durant chaque manche, les joueurs doivent écrire un indice composé d'un seul mot pour faire deviner à un autre joueur le mot caché. Les indices qui sont donnés plusieurs fois sont écartés avant que le joueur qui devine ne puisse les voir. Par conséquent, donner des indices trop évidents peut parfois se retourner contre vous.
Une bonne réponse vous fait marquer un point. Une mauvaise réponse ne vous en rapporte pas, mais réduit le nombre de manches que vous allez jouer. Il est donc possible de ne pas répondre pour éviter de perdre une manche. Une partie dure environ 20 minutes. 

## Matériel
La boîte du jeu de société comprend :
- 110 cartes (550 mots au total)
- 7 chevalets
- 7 feutres effaçables
- 1 livret de règles

## Extensions

### Neue Begriffe
Neue Begriffe (Nouveaux termes en français) est la première extension de Just One. Publiée en 2020, elle est pour le moment exclusive à l'Allemagne, aucune traduction du jeu n'a été officiellement annoncée en anglais ou en français.
L'extension comprend plus de cinq cents nouveaux termes à faire deviner; en plus de deux chevalets supplémentaires qui permettent de jouer à Just One jusqu'à 9 joueurs.

## Versions
Just One est une réédition du jeu "We are the word", initialement édité par Fun Consortium en 2017.
Le jeu de société a été traduit en allemand, anglais, chinois, coréen, danois, espagnol, français, grec, hébreu, hongrois, italien, japonais, letton, norvégien, polonais, portugais, roumain, russe, tchèque et en suédois.

## Récompenses
Just One a remporté le prix Spiel Des Jahres 2019. Le jury a trouvé que le jeu était ingénieux pour sa simplicité. 